# Réting Rinpoche

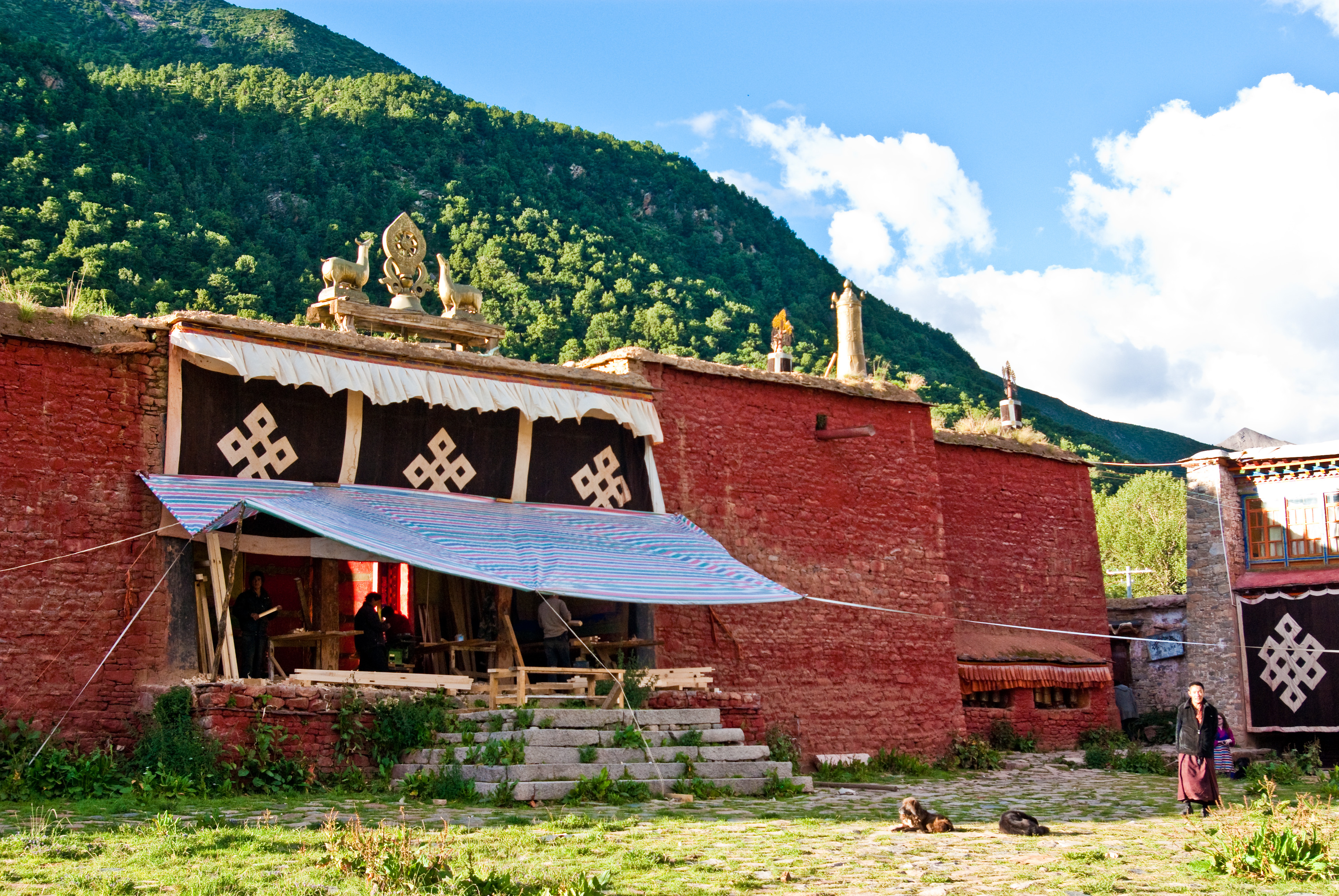
El monasterio Réting en 2009.

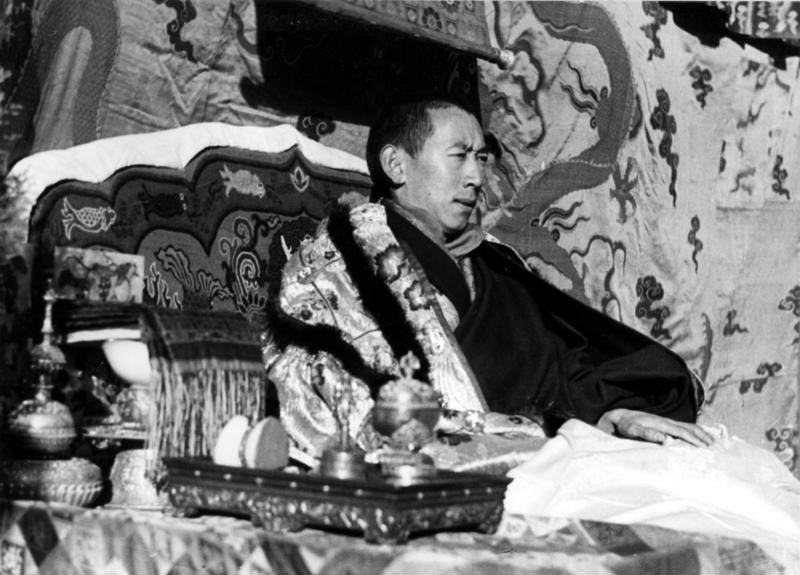
Thubten Jamphel Yeshe Gyaltsen, quinto Réting Rinpoche.

Réting Rinpoche o Réting Rimpoché es el título del lama tulku asociado al Monasterio Réting, en el que se comenzó siguiendo la Tradición Kadampa y, posteriormente siguió la Tradición gelugpa.
El monasterio está situado en el Tíbet central, en el valle Réting Tsampo,  distrito de Chengguan, a una centena de kilómetros al norte de Lhasa. El título y la función se transmiten mediante reencarnación y, en ocasiones, los Réting Rinpoche han estado implicados en la búsqueda del tulku de los dalái lama. Ese fue el caso del 5.º Réting Rinpoche, y pudo ser la razón por la que las autoridades chinas han querido designar al 7.º Réting Rinpoche.
El primer Réting Rinpoche fue el maestro de letras clásicas del 7.º Dalái lama, y el 4.º Réting Rinpoche fue maestro de letras clásicas del 9.º Panchen lama.

## Lista de los Réting Rinpoche hasta 1947
| N.º | Nombre                               | Entronización y título  | Nacimiento - fallecimiento | Nombre en tibetano                                                                     |
| --- | ------------------------------------ | ----------------------- | -------------------------- | -------------------------------------------------------------------------------------- |
| 1.º | Ngawang Chogden                      | Ganden Tripa            | 1677–1751                  | ཀཅན་ཚ་ངག་དབང་མཆོག་ལྡན (kcan tsha ngag dbang mchog ldan)                                  |
| 2.º | Lobsang Yeshe Tenpa Rabgye           | 1761                    | 1759–1815                  | བློ་བཟང་ཡེ་ཤེས་བསྟན་པ་རབ་རྒྱས (blo bzang ye shes bstan pa rab rgyas)                          |
| 3.º | Ngawang Yeshe Tsultrim Gyaltsen      | Regente del Tíbet       | 1816–1863                  | ངག་དབང་ཡེ་ཤེས་ཚུལ་ཁྲིམས་རྒྱལ་མཚན (ngag dbang ye shes tshul khrims rgyal mtshan)               |
| 4.º | Ngawang Lobsang Yeshe Tenpe Gyaltsen | dato desconocido        | dato desconocido           | ངཀ་དབང་བློ་བཟང་ཡེ་ཤེས་བསྟན་པའི་རྒྱལ་མཚན (ngak dbang blo bzang ye shes bstan pa’i rgyal mtshan) |
| 5.º | Thubten Jamphel Yeshe Gyaltsen       | 1930, Regente del Tíbet | 1912–1947                  | ཐུབ་བསྟན་འཇམ་དཔལ་ཡེ་ཤེས་རྒྱལ་མཚན་ (thub bstan 'jam dpal ye shes rgyal mtshan)                |

## El 5.º Réting Rinpoche
Jamphel Yeshe Gyaltsen (1911-1947), habitualmente conocido como Gyaltsap (Gyetsap) Rinpoche, fue el quinto Réting Rinpoche, abad del monasterio de Réting, situado al norte de Lhasa, en el Tíbet central. Fue Regente del Tíbet durante el período 1934-1941, transfiriendo el poder temporalmente al tercer Taktra Rinpoche antes del final de su mandato. Cuando quiso volver al poder en 1947, acusado de conspirar contra Taktra fue encarcelado y murió repentina y misteriosamente en la prisión del Potala. Su residencia fue demolida, sus propiedades subastadas, sus partidarios en el monasterio de Sera encarcelados o muertos, y el monasterio Réting acabó destruido.
Durante su gobierno se construyó la estructura de la estupa del XIII Dalái lama. También fue responsable del descubrimiento y selección del XIV Dalái lama, del que fue primer tutor. Permitió que se instalase en Lhasa una oficina de la Comisión de Asuntos de Mongolia y Tíbet del partido político chino Kuomintang. Poseía la empresa comercial tibetana Retingsang, que se ocupaba del comercio del té entre Sichuan y Tíbet.
Aunque fue muy popular entre los tibetanos por la favorable situación económica del momento, no supo hacer frente a la astucia política de sus enemigos.

## El 6.º Réting Rinpoche
Tenzin Jigme Thutob Wangchug (1948-1997), nacido en Lhasa, fue reconocido por el gobierno chino como reencarnación del 5.º Réting Rinpoche en 1951 y entronizado en el monasterio Réting en 1955. En 1956, con 8 años, fue el primer cargo religioso tibetano que ocupó un puesto en el Comité del Tíbet de la Asociación de Budistas Chinos. Fue perseguido durante la revolución cultural (1966-1976) y pasó un año encarcelado. Se le rehabilitó a finales de los 70 y fue nombrado para diversos puestos oficiales. Igual que el 10.º Panchen lama, se casó y llevó una vida laica. Falleció el 13 de febrero de 1997. No está unánimemente reconocido como la auténtica reencarnación del 5.º Réting Rinpoche.

## Controversia sobre el 7.º Réting Rinpoche
Tras el fallecimiento de Tenzin Jigme Thutob Wangchug, el gobierno chino seleccionó a Soinam Puncog (Sonam Phuntsok en tibetano), nacido en la región de Lhari el 13 de julio de 1977, y le reconoció como 7.º Réting Rinpoche en el año 2000 (justo tras la huida del 17.º Karmapa). Dado que el 5.º Réting Rinpoche fue el impulsor de la búsqueda del tulku del XIII Dalái lama, el gobierno chino parece estar muy interesado en el 7.º Réting Rinpoche de cara a la posible búsqueda de la reencarnación del XIV Dalái lama, cuando este fallezca.
En Dharamsala (India), el gobierno tibetano en el exilio comunicó en el año 2000 que el Réting Rinpoche no se había reencarnado. Según Tashi Wangdi, ministro de asuntos religiosos y culturales, El sistema de reencarnaciones es único en el budismo tibetano y tiene un procedimiento establecido que no se siguió en este caso, y añadió que Si alguien es nombrado por motivos políticos, no tendrá ninguna influencia sobre el pueblo porque no lo reconocerá. Es un ejercicio inútil. La selección de una reencarnación debe contar con la aprobación final de lamas de alto rango y cuando se trate de lamas importantes, como es el caso, también de Su Santidad el Dalái lama.